# Liga de Campeones de la UEFA 2022-23
La Liga de Campeones de la UEFA 2022-23 fue la 68.a edición de la competición y la 31.a temporada desde que se renombró a Liga de Campeones de la UEFA.
El campeón de esta edición fue el Manchester City, tras derrotar por 1-0 al Inter de Milán  en el Estadio Olímpico Atatürk de Estambul, sede de la final. El club inglés logró llegar a la final invicto, logrando coronarse campeón por primera vez en su historia. Asimismo, con el título de los citizen, Mánchester se convirtió en la segunda ciudad en tener dos campeones de Europa, junto a Milán. Del mismo modo, la competición volvió a tener un nuevo campeón 11 años después; tras el primer título de Chelsea en 2012.
No sobra destacar que el Milan, segundo club con más títulos, volvió a disputar las semifinales de la competición después de 16 temporadas.

## Expulsión de los clubes rusos por la invasión de Rusia a Ucrania
El 2 de mayo del 2022, el órgano rector de fútbol europeo, en una medida tomada debido a la invasión rusa de Ucrania de 2022, determinó la expulsión de los clubes rusos en las categorías masculinas y femeninas para la temporada venidera.

## Asignación de equipos por asociación
79, 80 u 81 equipos de 53 de las 55 federaciones miembro de la UEFA participan en la Liga de Campeones 2022-23 La clasificación de la asociación basada en los coeficientes de país de la UEFA se usa para determinar el número de equipos participantes para cada asociación:
- Las asociaciones 1–4 tienen cuatro equipos clasificados.
- Las asociaciones 5–6 tienen tres equipos clasificados.
- Las asociaciones 7–15 (excepto Rusia) tienen dos equipos clasificados.
- Las asociaciones 16–55 (excepto Liechtenstein) tienen un equipo clasificado.
- Los ganadores de la Liga de Campeones de la UEFA 2021-22 y de la Liga Europa de la UEFA 2021-22 se les otorgará una plaza adicional si no acceden a la Liga de Campeones 2022-23 a través de su liga local.

### Clasificación de la asociación
Para la Liga de Campeones 2022-23, a las asociaciones se les asignan plazas de acuerdo con sus coeficientes de país de la UEFA 2021, que toma en cuenta su rendimiento en las competiciones europeas de 2016-17 a 2020-21.
| Clasif. | Asociación      | Coef.   | Equipos | Notas    |
| ------- | --------------- | ------- | ------- | -------- |
| 1       | Inglaterra      | 100.569 | 4       |          |
| 2       | España          | 97.855  | 4       |          |
| 3       | Italia          | 75.438  | 4       |          |
| 4       | Alemania        | 73.570  | 4       | +1 (UEL) |
| 5       | Francia         | 56.081  | 3       |          |
| 6       | Portugal        | 48.549  |         |          |
| 7       | Países Bajos    | 39.200  | 2       |          |
| 8       | Rusia           | 38.382  | 0*      |          |
| 9       | Bélgica         | 36.500  | 2       |          |
| 10      | Austria         | 35.825  | 2       |          |
| 11      | Escocia         | 33.375  | 2       |          |
| 12      | Ucrania         | 33.100  | 2       |          |
| 13      | Turquía         | 30.100  | 2       |          |
| 14      | Dinamarca       | 27.875  | 2       |          |
| 15      | Chipre          | 27.750  | 2       |          |
| 16      | Serbia          | 26.750  | 1       |          |
| 17      | República Checa | 26.600  | 1       |          |
| 18      | Croacia         | 26.275  | 1       |          |
| 19      | Suiza           | 26.225  | 1       |          |

| Clasif. | Asociación           | Coef.  | Equipos | Notas |
| ------- | -------------------- | ------ | ------- | ----- |
| 20      | Grecia               | 26.000 | 1       |       |
| 21      | Israel               | 24.375 | 1       |       |
| 22      | Noruega              | 21.000 | 1       |       |
| 23      | Suecia               | 20.500 | 1       |       |
| 24      | Bulgaria             | 20.375 | 1       |       |
| 25      | Rumania              | 18.200 | 1       |       |
| 26      | Azerbaiyán           | 16.875 | 1       |       |
| 27      | Kazajistán           | 15.625 | 1       |       |
| 28      | Hungría              | 15.500 | 1       |       |
| 29      | Bielorrusia          | 15.250 | 1       |       |
| 30      | Polonia              | 15.125 | 1       |       |
| 31      | Eslovenia            | 14.250 | 1       |       |
| 32      | Eslovaquia           | 13.625 | 1       |       |
| 33      | Liechtenstein        | 9.000  | 0       |       |
| 34      | Lituania             | 8.750  | 1       |       |
| 35      | Luxemburgo           | 8.250  | 1       |       |
| 36      | Bosnia y Herzegovina | 8.000  | 1       |       |
| 37      | Irlanda              | 7.875  | 1       |       |

| Clasif. | Asociación          | Coef. | Equipos | Notas |
| ------- | ------------------- | ----- | ------- | ----- |
| 38      | Macedonia del Norte | 7.625 | 1       |       |
| 39      | Armenia             | 7.375 | 1       |       |
| 40      | Letonia             | 7.375 | 1       |       |
| 41      | Albania             | 7.250 | 1       |       |
| 42      | Irlanda del Norte   | 6.958 | 1       |       |
| 43      | Finlandia           | 6.875 | 1       |       |
| 44      | Moldavia            | 6.875 | 1       |       |
| 45      | Georgia             | 6.875 | 1       |       |
| 46      | Malta               | 6.375 | 1       |       |
| 47      | Islas Feroe         | 6.125 | 1       |       |
| 48      | Kosovo              | 5.833 | 1       |       |
| 49      | Gibraltar           | 5.666 | 1       |       |
| 50      | Montenegro          | 5.000 | 1       |       |
| 51      | Gales               | 5.000 | 1       |       |
| 52      | Islandia            | 4.875 | 1       |       |
| 53      | Estonia             | 4.750 | 1       |       |
| 54      | Andorra             | 3.331 | 1       |       |
| 55      | San Marino          | 1.166 | 1       |       |

- * Expulsado de participar en la UCL por la invasión rusa de Ucrania.

### Distribución
Los equipos accederán de acuerdo a la lista de acceso.
|                                           |                                           | Equipos que entran en esta fase | Equipos que provienen de la fase anterior                                                                  |
| ----------------------------------------- | ----------------------------------------- | --- | --- |
| Ronda preliminar (4 equipos)              | Ronda preliminar (4 equipos)              | - 4 campeones de las asociaciones 52-55 | |
| Primera ronda clasificatoria (30 equipos) | Primera ronda clasificatoria (30 equipos) | - 29 campeones de las asociaciones 22-51 (excluyendo Liechtenstein) | - 1 ganador de la ronda preliminar                                                                         |
| Segunda ronda clasificatoria (24 equipos) | Ruta de campeones (20 equipos)            | - 5 campeones de las asociaciones 17-21 | - 15 ganadores de la Primera ronda clasificatoria                                                          |
| Segunda ronda clasificatoria (24 equipos) | Ruta de liga (4 equipos)                  | - 4 subcampeones de las asociaciones 12-15 | |
| Tercera ronda clasificatoria (20 equipos) | Ruta de campeones (12 equipos)            | - 2 campeones de las asociaciones 15-16 | - 10 ganadores de la segunda ronda - Ruta de campeones                                                     |
| Tercera ronda clasificatoria (20 equipos) | Ruta de liga (8 equipos)                  | - 4 subcampeones de las asociaciones 7-11 (excluyendo Rusia) - 2 equipos en tercer lugar de las asociaciones 5-6 | - 2 ganadores de la segunda ronda - Ruta de liga                                                           |
| Ronda de Play-Off (12 equipos)            | Ruta de campeones (8 equipos)             | - 2 campeones de las asociaciones 13-14 | - 6 ganadores de la tercera ronda clasificatoria - Ruta de campeones                                       |
| Ronda de Play-Off (12 equipos)            | Ruta de liga (4 equipos)                  | | - 4 ganadores de la tercera ronda clasificatoria - Ruta de liga                                            |
| Fase de grupos (32 equipos)               | Fase de grupos (32 equipos)               | - 1 campeón de la Liga Europa de la UEFA 2021-22 - 11 campeones de las asociaciones 1-12 (excluyendo Rusia) - 6 subcampeones de las asociaciones 1-6 - 4 equipos en tercer lugar de las asociaciones 1-4 - 4 equipos en cuarto lugar de las asociaciones 1-4 | - 4 ganadores de la ronda de Play-Off Ruta de campeones - 2 ganadores de la ronda de Play-Off Ruta de liga |
| Fase eliminatoria (16 equipos)            | Fase eliminatoria (16 equipos)            | | - 8 Primeros de grupo - 8 Segundos de grupo                                                                |

Se realizarán cambios en la lista de acceso anterior si los ganadores de la Liga de Campeones y/o la Liga Europa clasifican para el torneo a través de sus ligas nacionales.
- Si los ganadores del título de la Liga de Campeones se clasifican para la fase de grupos a través de su liga nacional, se realizarán los siguientes cambios:
  - Los campeones de la asociación 12 entran en la fase de grupos en lugar de en la ronda de play-off.
  - Los campeones de la asociación 14 entran en la ronda de play-off en lugar de en la tercera ronda de clasificación.
  - Los campeones de la asociación 16 entran en la tercera ronda de clasificación en lugar de la segunda ronda de clasificación.
  - Los campeones de las asociaciones 20 y 21 entran en la segunda ronda de clasificación en lugar de la primera ronda de clasificación.

- Si los ganadores del título de la Liga Europa se clasifican para la fase de grupos a través de su liga nacional, se realizarán los siguientes cambios:
  - El tercer equipo de la asociación 5 ingresa a la fase de grupos en lugar de a la tercera ronda de clasificación.
  - Los subcampeones de las asociaciones 12 y 13 entran en la tercera ronda de clasificación en lugar de la segunda ronda de clasificación.

- Si los ganadores de la Liga de Campeones y/o la Liga Europa clasifican para las rondas clasificatorias a través de su liga nacional, su lugar en las rondas clasificatorias queda vacante, y los equipos de las asociaciones mejor clasificadas en las rondas anteriores serán promovidos en consecuencia.
- Una asociación puede tener un máximo de cinco equipos en la Liga de Campeones. Por lo tanto, si tanto los campeones de la Liga de Campeones como los de la Liga Europa provienen de la misma asociación entre las cuatro primeras y terminan fuera de los cuatro primeros de su liga nacional, el equipo de la liga clasificado cuarto no competirá en la Liga de Campeones y, en su lugar, lo hará en la Liga Europa.

## Participantes
| Fase de grupos               | Fase de grupos           | Fase de grupos              | Fase de grupos           |
| ---------------------------- | ------------------------ | --------------------------- | ------------------------ |
| Eintracht Frankfurt (LE)     | Atlético de Madrid (3.º) | Borussia Dortmund (2.º)     | Ajax (1.º)               |
| Manchester City (1.º)        | Sevilla (4.º)            | Bayer Leverkusen (3.º)      | Brujas (1.º)             |
| Liverpool (2.º)              | Milan (1.º)              | RB Leipzig (4.º)            | Red Bull Salzburgo (1.º) |
| Chelsea (3.º)                | Inter de Milán (2.º)     | Paris Saint-Germain (1.º)   | Celtic (1.º)             |
| Tottenham Hotspur (4.º)      | Napoli (3.º)             | Olympique de Marsella (2.º) | Shakhtar Donetsk (1.º)   |
| Real Madrid (1.º)CV          | Juventus (4.º)           | Porto (1.º)                 |                          |
| Barcelona (2.º)              | Bayern Múnich (1.º)      | Sporting de Lisboa (2.º)    |                          |
| Ronda de Play-Off            |                          |                             |                          |
| Ruta de campeones            | Ruta de campeones        | Ruta de liga                | Ruta de liga             |
| Trabzonspor (1.º)            | Copenhague (1.º)         |                             |                          |
| Tercera ronda clasificatoria |                          |                             |                          |
| Ruta de campeones            | Ruta de liga             | Ruta de liga                | Ruta de liga             |
| Apollon Limassol (1.º)       | Mónaco (3.º)             | PSV Eindhoven (2.º)         | Sturm Graz (2.º)         |
| Estrella Roja (1.º)          | Benfica (3.º)            | Union Saint-Gilloise (2.º)  | Rangers (2.º)            |
| Segunda ronda clasificatoria |                          |                             |                          |
| Ruta de campeones            | Ruta de campeones        | Ruta de liga                | Ruta de liga             |
| Viktoria Plzeñ (1.º)         | Olympiacos (1.º)         | Dinamo de Kiev (CAN-2.º)    | Midtjylland (2.º)        |
| Dinamo Zagreb (1.º)          | Maccabi Haifa (1.º)      | Fenerbahçe (2.º)            | AEK Larnaca (2.º)        |
| Zürich (1.º)                 |                          |                             |                          |
| Primera ronda clasificatoria |                          |                             |                          |
| Bodø/Glimt (1.º)             | Lech Poznań (1.º)        | Pyunik (1.º)                | KÍ (1.º)                 |
| Malmö (1.º)                  | Maribor (1.º)            | RFS (1.º)                   | Ballkani (1.º)           |
| Ludogorets Razgrad (1.º)     | Slovan Bratislava (1.º)  | Tirana (1.º)                | Lincoln Red Imps (1.º)   |
| CFR Cluj (1.º)               | Žalgiris (1.º)           | Linfield (1.º)              | Sutjeska (1.º)           |
| Qarabağ (1.º)                | F91 Dudelange (1.º)      | HJK (1.º)                   | The New Saints (1.º)     |
| Tobol (1.º)                  | Zrinjski Mostar (1.º)    | Sheriff Tiraspol (1.º)      |                          |
| Ferencváros (1.º)            | Shamrock Rovers (1.º)    | Dinamo Batumi (1.º)         |                          |
| Shakhtyor Soligorsk (1.º)    | Shkupi (1.º)             | Hibernians (1.º)            |                          |
| Ronda preliminar             |                          |                             |                          |
| Víkingur (1.º)               | Levadia (1.º)            | Inter Club d'Escaldes (1.º) | La Fiorita (1.º)         |

Leyenda:
CV: campeón vigente de la Liga de Campeones
LE: campeón vigente de la Liga Europa.
N.º: Posición de liga.

## Calendario
El calendario de la competición es el siguiente, todos los sorteos se llevan a cabo en la sede de la UEFA en Nyon, Suiza.
| Fase              | Ronda             | Sorteo                 | Ida                               | Vuelta                       |
| ----------------- | ----------------- | ---------------------- | --------------------------------- | ---------------------------- |
| Clasificación     | Ronda preliminar  | 7 de junio de 2022     | 21 de junio de 2022 (Semifinales) | 24 de junio de 2022 (Final)  |
| Clasificación     | Primera ronda     | 14 de junio de 2022    | 5–6 de julio de 2022              | 12-13 de julio de 2022       |
| Clasificación     | Segunda ronda     | 15 de junio de 2022    | 19–20 de julio de 2022            | 26-27 de julio de 2022       |
| Clasificación     | Tercera ronda     | 18 de julio de 2022    | 2–3 de agosto de 2022             | 9 de agosto de 2022          |
| Play-off          | Ronda de Play-off | 2 de agosto de 2022    | 16-17 de agosto de 2022           | 23–24 de agosto de 2022      |
| Fase de grupos    | Jornada 1         | 25 de agosto de 2022   | 6–7 de septiembre de 2022         | 6–7 de septiembre de 2022    |
| Fase de grupos    | Jornada 2         | 25 de agosto de 2022   | 13–14 de septiembre de 2022       | 13–14 de septiembre de 2022  |
| Fase de grupos    | Jornada 3         | 25 de agosto de 2022   | 4–5 de octubre de 2022            | 4–5 de octubre de 2022       |
| Fase de grupos    | Jornada 4         | 25 de agosto de 2022   | 11–12 de octubre de 2022          | 11–12 de octubre de 2022     |
| Fase de grupos    | Jornada 5         | 25 de agosto de 2022   | 25–26 de octubre de 2022          | 25–26 de octubre de 2022     |
| Fase de grupos    | Jornada 6         | 25 de agosto de 2022   | 1–2 de noviembre de 2022          | 1–2 de noviembre de 2022     |
| Fase eliminatoria | Octavos           | 7 de noviembre de 2022 | 14–15 y 21–22 de febrero de 2023  | 7–8 y 14–15 de marzo de 2023 |
| Fase eliminatoria | Cuartos           | 17 de marzo de 2023    | 11–12 de abril de 2023            | 18–19 de abril de 2023       |
| Fase eliminatoria | Semifinales       | 17 de marzo de 2023    | 9–10 de mayo de 2023              | 16–17 de mayo de 2023        |
| Fase eliminatoria | Final             | 17 de marzo de 2023    | 10 de junio de 2023               | 10 de junio de 2023          |

## Ronda preliminar
En la ronda preliminar, cuatro equipos se dividen en dos bombos, en esta ocasión según los coeficientes de países por clubes de UEFA. Jugarán dos semifinales, y los ganadores de las mismas jugarán una final para definir al equipo que jugará la primera ronda previa. Los perdedores de las semifinales y la final ingresan a la segunda ronda clasificatoria de la Liga Europa Conferencia de la UEFA
|  | Semifinales            | Semifinales |                        |   | Final | Final |
|  |                        |             |                        |   |       |       |
|  | 21 de junio – Islandia |             |                        |   |       |       |
|  |                        |             |                        |   |       |       |
|  | La Fiorita             | 1           |                        |   |       |       |
|  | La Fiorita             | 1           | 24 de junio – Islandia |   |       |       |
|  | Inter Club d'Escaldes  | 2           |                        |   |       |       |
|  | Inter Club d'Escaldes  | 2           | Inter Club d'Escaldes  | 0 |       |       |
|  | 21 de junio – Islandia |             | Inter Club d'Escaldes  | 0 |       |       |
|  |                        | Víkingur    | 1                      |   |       |       |
|  | Levadia                | Víkingur    | 1                      | 1 |       |       |
|  | Levadia                |             |                        | 1 |       |       |
|  | Víkingur               | 6           |                        |   |       |       |
|  | Víkingur               | 6           |                        |   |       |       |

## Fase clasificatoria

### Primera ronda clasificatoria
Un total de 30 equipos participaron en la primera ronda de clasificación: 29 equipos que ingresan en esta ronda y el ganador de la ronda preliminar. Los perdedores de esta ronda entrarán en la segunda ronda clasificatoria de la Liga Europa Conferencia de la UEFA. Sin embargo, uno no mencionado en el sorteo irá a la tercera ronda debido al número impar en la segunda ronda.
| Equipo 1           | Agr.         | Equipo 2            | Ida | Vuelta |
| ------------------ | ------------ | ------------------- | --- | ------ |
| Pyunik             | 2–2 (4–3 p.) | CFR Cluj            | 0–0 | 2–2    |
| Maribor            | 2–0          | Shakhtyor Soligorsk | 0–0 | 2–0    |
| Ludogorets Razgrad | 3–0          | Sutjeska            | 2–0 | 1–0    |
| F91 Dudelange      | 3–1          | Tirana              | 1–0 | 2–1    |
| Tobol              | 1–5          | Ferencváros         | 0–0 | 1–5    |
| Malmö              | 6–5          | Víkingur            | 3–2 | 3–3    |
| Ballkani           | 1–2 (t. s.)  | Žalgiris            | 1–1 | 0–1    |
| HJK                | 2–2 (5–4 p.) | RFS                 | 1–0 | 1–2    |
| Bodø/Glimt         | 4–3          | KÍ                  | 3–0 | 1–3    |
| The New Saints     | 1–2 (t. s.)  | Linfield            | 1–0 | 0–2    |
| Shamrock Rovers    | 3–0          | Hibernians          | 3–0 | 0–0    |
| Lech Poznań        | 2–5          | Qarabağ             | 1–0 | 1–5    |
| Shkupi             | 3–2          | Lincoln Red Imps    | 3–0 | 0–2    |
| Zrinjski Mostar    | 0–1          | Sheriff Tiraspol    | 0–0 | 0–1    |
| Slovan Bratislava  | 2–1 (t. s.)  | Dinamo Batumi       | 0–0 | 2–1    |

### Segunda ronda clasificatoria
La segunda ronda de clasificación se divide en dos secciones: Ruta de Campeones (para los campeones de la liga) y Ruta de Liga (para los no campeones de la liga). Los perdedores de esta ronda entrarán en la tercera ronda previa de la Liga Europa de la UEFA. Un total de 24 equipos participaran en la segunda ronda de clasificación.
| Equipo 1           | Agr.        | Equipo 2          | Ida | Vuelta |
| ------------------ | ----------- | ----------------- | --- | ------ |
| Ferencváros        | 5–3         | Slovan Bratislava | 1–2 | 4–1    |
| Dinamo Zagreb      | 3–2         | Shkupi            | 2–2 | 1–0    |
| Qarabağ            | 5–4 (t. s.) | Zürich            | 3–2 | 2–2    |
| HJK                | 1–7         | Viktoria Plzeñ    | 1–2 | 0–5    |
| Linfield           | 1–8         | Bodø/Glimt        | 1–0 | 0–8    |
| Žalgiris           | 3–0         | Malmö             | 1–0 | 2–0    |
| Ludogorets Razgrad | 4–2         | Shamrock Rovers   | 3–0 | 1–2    |
| Maribor            | 0–1         | Sheriff Tiraspol  | 0–0 | 0–1    |
| Maccabi Haifa      | 5–1         | Olympiacos        | 1–1 | 4–0    |
| Pyunik             | 4–2         | F91 Dudelange     | 0–1 | 4–1    |

| Equipo 1       | Agr.         | Equipo 2    | Ida | Vuelta |
| -------------- | ------------ | ----------- | --- | ------ |
| Midtjylland    | 2–2 (4–3 p.) | AEK Larnaca | 1–1 | 1–1    |
| Dinamo de Kiev | 2–1 (t. s.)  | Fenerbahçe  | 0–0 | 2–1    |

### Tercera ronda clasificatoria
La Tercera ronda de clasificación se divide en dos secciones: Ruta de Campeones (para los campeones de las ligas) y Ruta de Liga (para los no campeones de las ligas). Los perdedores de la Ruta de Campeones entrarán en la cuarta ronda previa de la Liga Europa de la UEFA, mientras que los perdedores de la Ruta de liga lo harán en la fase de grupos. Un total de 20 equipos participarán en la tercera ronda de clasificación.
| Equipo 1           | Agr. | Equipo 2         | Ida | Vuelta |
| ------------------ | ---- | ---------------- | --- | ------ |
| Maccabi Haifa      | 4–2  | Apollon Limassol | 4–0 | 0–2    |
| Qarabağ            | 4–2  | Ferencváros      | 1–1 | 3–1    |
| Ludogorets Razgrad | 3–6  | Dinamo Zagreb    | 1–2 | 2–4    |
| Sheriff Tiraspol   | 2–4  | Viktoria Plzeñ   | 1–2 | 1–2    |
| Bodø/Glimt         | 6–1  | Žalgiris         | 5–0 | 1–1    |
| Estrella Roja      | 7–0  | Pyunik           | 5–0 | 2–0    |

| Equipo 1             | Agr.        | Equipo 2      | Ida | Vuelta |
| -------------------- | ----------- | ------------- | --- | ------ |
| Mónaco               | 3–4 (t. s.) | PSV Eindhoven | 1–1 | 2–3    |
| Dinamo de Kiev       | 3–1 (t. s.) | Sturm Graz    | 1–0 | 2–1    |
| Union Saint-Gilloise | 2–3         | Rangers       | 2–0 | 0–3    |
| Benfica              | 7–2         | Midtjylland   | 4–1 | 3–1    |

### Ronda dePlay-Off
Esta ronda la disputan 12 equipos, 8 en la ruta de campeones y 4 en la ruta de liga. Los ganadores de ambas rutas clasifican a la fase de grupos y los perdedores de ambas rutas van a la fase de grupos de la Liga Europa de la UEFA 2022-23.
| Equipo 1      | Agr.        | Equipo 2       | Ida | Vuelta |
| ------------- | ----------- | -------------- | --- | ------ |
| Qarabağ       | 1–2         | Viktoria Plzeñ | 0–0 | 1–2    |
| Bodø/Glimt    | 2–4 (t. s.) | Dinamo Zagreb  | 1–0 | 1–4    |
| Maccabi Haifa | 5–4         | Estrella Roja  | 3–2 | 2–2    |
| Copenhague    | 2–1         | Trabzonspor    | 2–1 | 0–0    |

| Equipo 1       | Agr. | Equipo 2      | Ida | Vuelta |
| -------------- | ---- | ------------- | --- | ------ |
| Dinamo de Kiev | 0–5  | Benfica       | 0–2 | 0–3    |
| Rangers        | 3–2  | PSV Eindhoven | 2–2 | 1–0    |

## Fase de grupos
Los 32 equipos se dividen en ocho grupos de cuatro, con la restricción de que los equipos de la misma asociación, así como los equipos de Rusia y Ucrania no pueden enfrentarse entre sí. Para el sorteo, los equipos se dividen en cuatro bombos.
- El bombo 1 contiene a los campeones de la Liga de Campeones y de la Liga Europa, y los campeones de las ligas de las seis mejores asociaciones según el coeficiente de países de la UEFA (están ordenados de acuerdo al Coeficiente UEFA de clubes por países). Si uno o ambos equipos campeones de la Liga de Campeones y Liga Europa también son campeones de las ligas de las asociaciones principales, los campeones de las ligas de las siguientes asociaciones con mejor clasificación también se clasifican para el bombo 1.

- Los bombos 2, 3 y 4 contienen los equipos restantes, ordenados en función de sus coeficientes de clubes de la UEFA.

En cada grupo, los equipos juegan unos contra otros en casa y fuera en un formato de todos contra todos. Los ganadores de grupo y los subcampeones avanzan a la ronda de octavos de final, mientras que los equipos en tercer lugar entran en la ronda preliminar de la fase eliminatoria de la Liga Europa de la UEFA 2022-23.
| Bombo 1 | Bombo 2 | Bombo 3 | Bombo 4 |
| --- | --- | --- | --- |
| Real Madrid CV CC: 124.000 Eintracht Fráncfort LE CC: 61.000 Bayern Múnich CC: 138.000 Manchester City CC: 134.000 Paris Saint-Germain CC: 112.000 Ajax CC: 82.500 Porto CC: 80.000 Milan CC: 38.000 | Liverpool CC: 134.000 Chelsea CC: 123.000 Barcelona CC: 114.000 Juventus CC: 107.000 Atlético de Madrid CC: 105.000 Sevilla CC: 91.000 RB Leipzig CC: 83.000 Tottenham Hotspur CC: 83.000 | Borussia Dortmund CC: 78.000 Red Bull Salzburgo CC: 71.000 Shakhtar Donetsk CC: 71.000 Inter de Milán CC: 67.000 Napoli CC: 66.000 Benfica CC: 61.000 Sporting de Lisboa CC: 55.500 Bayer Leverkusen CC: 53.000 | Rangers CC: 50.250 Dinamo Zagreb CC: 49.500 Olympique de Marsella CC: 44.000 Copenhague CC: 40.500 Brujas CC: 38.500 Celtic CC: 33.000 Viktoria Plzeñ CC: 31.000 Maccabi Haifa CC: 7.000 |

- CV: accede como cabeza de serie por ser el club campeón de la Liga de Campeones 2021-22.
- LE: accede como cabeza de serie por ser el club campeón de la Liga Europa 2021-22.

Leyendas
     — Clasificados a Fases eliminatorias.
     — Transferidos a la Liga de Europa 2022-23.
     — Eliminados.

### Grupo A
| Equipo    | Pts. | PJ | PG | PE | PP | GF | GC | Dif. | Notas                          |
| --------- | ---- | -- | -- | -- | -- | -- | -- | ---- | ------------------------------ |
| Napoli    | 15   | 6  | 5  | 0  | 1  | 20 | 6  | 14   | Clasificado a octavos de final |
| Liverpool | 15   | 6  | 5  | 0  | 1  | 17 | 6  | 11   | Clasificado a octavos de final |
| Ajax      | 6    | 6  | 2  | 0  | 4  | 11 | 16 | -5   | Repescado a Liga Europa        |
| Rangers   | 0    | 6  | 0  | 0  | 6  | 2  | 22 | -20  |                                |

|     | AJX   | LFC   | NAP   | RAN   |
| --- | ----- | ----- | ----- | ----- |
| AJX |       | 0 – 3 | 1 – 6 | 4 – 0 |
| LFC | 2 – 1 |       | 2 – 0 | 2 – 0 |
| NAP | 4 – 2 | 4 – 1 |       | 3 – 0 |
| RAN | 1 – 3 | 1 – 7 | 0 – 3 |       |

### Grupo B
| Equipo             | Pts. | PJ | PG | PE | PP | GF | GC | Dif. | Notas                          |
| ------------------ | ---- | -- | -- | -- | -- | -- | -- | ---- | ------------------------------ |
| Porto              | 12   | 6  | 4  | 0  | 2  | 12 | 7  | 5    | Clasificado a octavos de final |
| Brujas             | 11   | 6  | 3  | 2  | 1  | 7  | 4  | 3    | Clasificado a octavos de final |
| Bayer Leverkusen   | 5    | 6  | 1  | 2  | 3  | 4  | 8  | -4   | Repescado a Liga Europa        |
| Atlético de Madrid | 5    | 6  | 1  | 2  | 3  | 5  | 9  | -4   |                                |

|     | POR   | ATM   | B04   | BRU   |
| --- | ----- | ----- | ----- | ----- |
| POR |       | 2 – 1 | 2 – 0 | 0 – 4 |
| ATM | 2 – 1 |       | 2 – 2 | 0 – 0 |
| B04 | 0 – 3 | 2 – 0 |       | 0 – 0 |
| BRU | 0 – 4 | 2 – 0 | 1 – 0 |       |

### Grupo C
| Equipo         | Pts. | PJ | PG | PE | PP | GF | GC | Dif. | Notas                          |
| -------------- | ---- | -- | -- | -- | -- | -- | -- | ---- | ------------------------------ |
| Bayern Múnich  | 18   | 6  | 6  | 0  | 0  | 18 | 2  | 16   | Clasificado a octavos de final |
| Inter de Milán | 10   | 6  | 3  | 1  | 2  | 10 | 7  | 3    | Clasificado a octavos de final |
| Barcelona      | 7    | 6  | 2  | 1  | 3  | 12 | 12 | 0    | Repescado a Liga Europa        |
| Viktoria Plzeñ | 0    | 6  | 0  | 0  | 6  | 5  | 24 | -19  |                                |

|     | BAY   | FCB   | INT   | PLZ   |
| --- | ----- | ----- | ----- | ----- |
| BAY |       | 2 – 0 | 2 – 0 | 5 – 0 |
| FCB | 0 – 3 |       | 3 – 3 | 5 – 1 |
| INT | 0 – 2 | 1 – 0 |       | 4 – 0 |
| PLZ | 2 – 4 | 2 – 4 | 0 – 2 |       |

### Grupo D
| Equipo                | Pts. | PJ | PG | PE | PP | GF | GC | Dif. | Notas                          |
| --------------------- | ---- | -- | -- | -- | -- | -- | -- | ---- | ------------------------------ |
| Tottenham Hotspur     | 11   | 6  | 3  | 2  | 1  | 8  | 6  | 2    | Clasificado a octavos de final |
| Eintracht Frankfurt   | 10   | 6  | 3  | 1  | 2  | 7  | 8  | -1   | Clasificado a octavos de final |
| Sporting de Lisboa    | 7    | 6  | 2  | 1  | 3  | 8  | 9  | -1   | Repescado a Liga Europa        |
| Olympique de Marsella | 6    | 6  | 2  | 0  | 4  | 8  | 8  | 0    |                                |

|     | FRA   | TOT   | SCP   | OMA   |
| --- | ----- | ----- | ----- | ----- |
| FRA |       | 0 – 0 | 0 – 3 | 2 – 1 |
| TOT | 3 – 2 |       | 1 – 1 | 2 – 0 |
| SCP | 1 – 2 | 2 – 0 |       | 0 – 2 |
| OMA | 0 – 1 | 1 – 2 | 4 – 1 |       |

### Grupo E
| Equipo             | Pts. | PJ | PG | PE | PP | GF | GC | Dif. | Notas                          |
| ------------------ | ---- | -- | -- | -- | -- | -- | -- | ---- | ------------------------------ |
| Chelsea            | 13   | 6  | 4  | 1  | 1  | 10 | 4  | 6    | Clasificado a octavos de final |
| Milan              | 10   | 6  | 3  | 1  | 2  | 12 | 7  | 5    | Clasificado a octavos de final |
| Red Bull Salzburgo | 6    | 6  | 1  | 3  | 2  | 5  | 9  | -4   | Repescado a Liga Europa        |
| Dinamo Zagreb      | 4    | 6  | 1  | 1  | 4  | 4  | 11 | -7   |                                |

|     | MIL   | CHE   | RBS   | DZG   |
| --- | ----- | ----- | ----- | ----- |
| MIL |       | 0 – 2 | 4 – 0 | 3 – 1 |
| CHE | 3 – 0 |       | 1 – 1 | 2 – 1 |
| RBS | 1 – 1 | 1 – 2 |       | 1 – 0 |
| DZG | 0 – 4 | 1 – 0 | 1 – 1 |       |

### Grupo F
| Equipo           | Pts. | PJ | PG | PE | PP | GF | GC | Dif. | Notas                          |
| ---------------- | ---- | -- | -- | -- | -- | -- | -- | ---- | ------------------------------ |
| Real Madrid      | 13   | 6  | 4  | 1  | 1  | 15 | 6  | 9    | Clasificado a octavos de final |
| RB Leipzig       | 12   | 6  | 4  | 0  | 2  | 13 | 9  | 4    | Clasificado a octavos de final |
| Shakhtar Donetsk | 6    | 6  | 1  | 3  | 2  | 8  | 10 | -2   | Repescado a Liga Europa        |
| Celtic           | 2    | 6  | 0  | 2  | 4  | 4  | 15 | -11  |                                |

|     | RMA   | RBL   | SHK   | CEL   |
| --- | ----- | ----- | ----- | ----- |
| RMA |       | 2 – 0 | 2 – 1 | 5 – 1 |
| RBL | 3 – 2 |       | 1 – 4 | 3 – 1 |
| SHK | 1 – 1 | 0 – 4 |       | 1 – 1 |
| CEL | 0 – 3 | 0 – 2 | 1 – 1 |       |

### Grupo G
| Equipo            | Pts. | PJ | PG | PE | PP | GF | GC | Dif. | Notas                          |
| ----------------- | ---- | -- | -- | -- | -- | -- | -- | ---- | ------------------------------ |
| Manchester City   | 14   | 6  | 4  | 2  | 0  | 14 | 2  | 12   | Clasificado a octavos de final |
| Borussia Dortmund | 9    | 6  | 2  | 3  | 1  | 10 | 5  | 5    | Clasificado a octavos de final |
| Sevilla           | 5    | 6  | 1  | 2  | 3  | 6  | 12 | -6   | Repescado a Liga Europa        |
| Copenhague        | 3    | 6  | 0  | 3  | 3  | 1  | 12 | -11  |                                |

|     | MCI   | SEV   | DOR   | COP   |
| --- | ----- | ----- | ----- | ----- |
| MCI |       | 3 – 1 | 2 – 1 | 5 – 0 |
| SEV | 0 – 4 |       | 1 – 4 | 3 – 0 |
| DOR | 0 – 0 | 1 – 1 |       | 3 – 0 |
| COP | 0 – 0 | 0 – 0 | 1 – 1 |       |

### Grupo H
| Equipo              | Pts. | PJ | PG | PE | PP | GF | GC | Dif. | Notas                          |
| ------------------- | ---- | -- | -- | -- | -- | -- | -- | ---- | ------------------------------ |
| Benfica             | 14   | 6  | 4  | 2  | 0  | 16 | 7  | 9    | Clasificado a octavos de final |
| París Saint-Germain | 14   | 6  | 4  | 2  | 0  | 16 | 7  | 9    | Clasificado a octavos de final |
| Juventus            | 3    | 6  | 1  | 0  | 5  | 9  | 13 | -4   | Repescado a Liga Europa        |
| Maccabi Haifa       | 3    | 6  | 1  | 0  | 5  | 7  | 21 | -14  |                                |

|     | PSG   | JUV   | BEN   | MHA   |
| --- | ----- | ----- | ----- | ----- |
| PSG |       | 2 – 1 | 1 – 1 | 7 – 2 |
| JUV | 1 – 2 |       | 1 – 2 | 3 – 1 |
| BEN | 1 – 1 | 4 – 3 |       | 2 – 0 |
| MHA | 1 – 3 | 2 – 0 | 1 – 6 |       |

## Fase eliminatoria
En la fase eliminatoria, los equipos juegan uno contra el otro en dos partidos, uno en casa y otro como visitante, a excepción de la final a partido único. El mecanismo de los sorteos para cada ronda es el siguiente:
- En el sorteo de octavos de final, los ocho ganadores de grupo son cabezas de serie. Los cabezas de serie se enfrentan a un segundo de grupo, jugando el partido de vuelta en casa. Los equipos del mismo grupo o de la misma asociación no se pueden enfrentar.
- En los sorteos de los cuartos de final en adelante, no hay cabezas de serie. Los equipos del mismo grupo o la misma asociación se pueden enfrentar entre sí.
- La UEFA dio a conocer que el gol de visitante no contará y no definirá la serie por lo tanto si el global está empatado se definirá por tiempo extra y, de preservarse el empate, por tiros desde el punto penal.

| Grupo | Bombo 1 (Líderes de grupo) | Bombo 2 (Segundos de grupo) |  |
| ----- | -------------------------- | --------------------------- |  |
| A     | Napoli                     | Liverpool                   |  |
| B     | Porto                      | Brujas                      |  |
| C     | Bayern Múnich              | Inter de Milán              |  |
| D     | Tottenham Hotspur          | Eintracht Frankfurt         |  |
| E     | Chelsea                    | Milan                       |  |
| F     | Real Madrid                | RB Leipzig                  |  |
| G     | Manchester City            | Borussia Dortmund           |  |
| H     | Benfica                    | Paris Saint-Germain         |  |

### Eliminatorias
|  | Octavos de final                                                    | Octavos de final                                                    | Octavos de final                                                    | Octavos de final                                                    | Octavos de final                                                    |   |    | Cuartos de final                                                 | Cuartos de final                                                 | Cuartos de final                                                 | Cuartos de final                                                 | Cuartos de final                                                 |  |    | Semifinales                                                   | Semifinales                                                   | Semifinales                                                   | Semifinales                                                   | Semifinales                                                   |  |    | Final                                                  | Final                                                  | Final                                                  |  |
|  | 14 al 22 de febrero de 2023 (ida) 7 al 15 de marzo de 2023 (vuelta) | 14 al 22 de febrero de 2023 (ida) 7 al 15 de marzo de 2023 (vuelta) | 14 al 22 de febrero de 2023 (ida) 7 al 15 de marzo de 2023 (vuelta) | 14 al 22 de febrero de 2023 (ida) 7 al 15 de marzo de 2023 (vuelta) | 14 al 22 de febrero de 2023 (ida) 7 al 15 de marzo de 2023 (vuelta) |   |    | 11 y 12 de abril de 2023 (ida) 18 y 19 de abril de 2023 (vuelta) | 11 y 12 de abril de 2023 (ida) 18 y 19 de abril de 2023 (vuelta) | 11 y 12 de abril de 2023 (ida) 18 y 19 de abril de 2023 (vuelta) | 11 y 12 de abril de 2023 (ida) 18 y 19 de abril de 2023 (vuelta) | 11 y 12 de abril de 2023 (ida) 18 y 19 de abril de 2023 (vuelta) |  |    | 9 y 10 de mayo de 2023 (ida) 16 y 17 de mayo de 2023 (vuelta) | 9 y 10 de mayo de 2023 (ida) 16 y 17 de mayo de 2023 (vuelta) | 9 y 10 de mayo de 2023 (ida) 16 y 17 de mayo de 2023 (vuelta) | 9 y 10 de mayo de 2023 (ida) 16 y 17 de mayo de 2023 (vuelta) | 9 y 10 de mayo de 2023 (ida) 16 y 17 de mayo de 2023 (vuelta) |  |    | 10 de junio de 2023 Estadio Olímpico Atatürk, Estambul | 10 de junio de 2023 Estadio Olímpico Atatürk, Estambul | 10 de junio de 2023 Estadio Olímpico Atatürk, Estambul |  |
|  |                                                                     |                                                                     |                                                                     |                                                                     |                                                                     |   |    |                                                                  |                                                                  |                                                                  |                                                                  |                                                                  |  |    |                                                               |                                                               |                                                               |                                                               |                                                               |  |    |                                                        |                                                        |                                                        |  |
|  |                                                                     |                                                                     |                                                                     |                                                                     |                                                                     |   |    |                                                                  |                                                                  |                                                                  |                                                                  |                                                                  |  |    |                                                               |                                                               |                                                               |                                                               |                                                               |  |    |                                                        |                                                        |                                                        |  |
|  | 2A                                                                  | Liverpool                                                           | 2                                                                   | 0                                                                   | 2                                                                   |   |    |                                                                  |                                                                  |                                                                  |                                                                  |                                                                  |  |    |                                                               |                                                               |                                                               |                                                               |                                                               |  |    |                                                        |                                                        |                                                        |  |
|  | 2A                                                                  | Liverpool                                                           | 2                                                                   | 0                                                                   | 2                                                                   |   |    |                                                                  |                                                                  |                                                                  |                                                                  |                                                                  |  |    |                                                               |                                                               |                                                               |                                                               |                                                               |  |    |                                                        |                                                        |                                                        |  |
|  | 1F                                                                  | Real Madrid                                                         | 5                                                                   | 1                                                                   | 6                                                                   |   |    |                                                                  |                                                                  |                                                                  |                                                                  |                                                                  |  |    |                                                               |                                                               |                                                               |                                                               |                                                               |  |    |                                                        |                                                        |                                                        |  |
|  | 1F                                                                  | Real Madrid                                                         | 5                                                                   | 1                                                                   | 6                                                                   |   | 1F | Real Madrid                                                      | 2                                                                | 2                                                                | 4                                                                |                                                                  |  |    |                                                               |                                                               |                                                               |                                                               |                                                               |  |    |                                                        |                                                        |                                                        |  |
|  |                                                                     |                                                                     |                                                                     |                                                                     |                                                                     |   | 1F | Real Madrid                                                      | 2                                                                | 2                                                                | 4                                                                |                                                                  |  |    |                                                               |                                                               |                                                               |                                                               |                                                               |  |    |                                                        |                                                        |                                                        |  |
|  |                                                                     |                                                                     | 1E                                                                  | Chelsea                                                             | 0                                                                   | 0 | 0  |                                                                  |                                                                  |                                                                  |                                                                  |                                                                  |  |    |                                                               |                                                               |                                                               |                                                               |                                                               |  |    |                                                        |                                                        |                                                        |  |
|  | 2G                                                                  | Borussia Dortmund                                                   | 1E                                                                  | Chelsea                                                             | 0                                                                   | 0 | 0  | 1                                                                | 0                                                                | 1                                                                |                                                                  |                                                                  |  |    |                                                               |                                                               |                                                               |                                                               |                                                               |  |    |                                                        |                                                        |                                                        |  |
|  | 2G                                                                  | Borussia Dortmund                                                   |                                                                     |                                                                     |                                                                     |   |    |                                                                  |                                                                  | 1                                                                |                                                                  |                                                                  |  |    |                                                               |                                                               |                                                               |                                                               |                                                               |  |    |                                                        |                                                        |                                                        |  |
|  | 1E                                                                  | Chelsea                                                             | 0                                                                   | 2                                                                   | 2                                                                   |   |    |                                                                  |                                                                  |                                                                  |                                                                  |                                                                  |  |    |                                                               |                                                               |                                                               |                                                               |                                                               |  |    |                                                        |                                                        |                                                        |  |
|  | 1E                                                                  | Chelsea                                                             | 0                                                                   | 2                                                                   | 2                                                                   |   |    |                                                                  |                                                                  |                                                                  |                                                                  |                                                                  |  | 1F | Real Madrid                                                   | 1                                                             | 0                                                             | 1                                                             |                                                               |  |    |                                                        |                                                        |                                                        |  |
|  |                                                                     |                                                                     |                                                                     |                                                                     |                                                                     |   |    |                                                                  |                                                                  |                                                                  |                                                                  |                                                                  |  | 1F | Real Madrid                                                   | 1                                                             | 0                                                             | 1                                                             |                                                               |  |    |                                                        |                                                        |                                                        |  |
|  |                                                                     |                                                                     | 1G                                                                  | Manchester City                                                     | 1                                                                   | 4 | 5  |                                                                  |                                                                  |                                                                  |                                                                  |                                                                  |  |    |                                                               |                                                               |                                                               |                                                               |                                                               |  |    |                                                        |                                                        |                                                        |  |
|  | 2F                                                                  | RB Leipzig                                                          | 1G                                                                  | Manchester City                                                     | 1                                                                   | 4 | 5  | 1                                                                | 0                                                                | 1                                                                |                                                                  |                                                                  |  |    |                                                               |                                                               |                                                               |                                                               |                                                               |  |    |                                                        |                                                        |                                                        |  |
|  | 2F                                                                  | RB Leipzig                                                          |                                                                     |                                                                     |                                                                     |   |    |                                                                  |                                                                  | 1                                                                |                                                                  |                                                                  |  |    |                                                               |                                                               |                                                               |                                                               |                                                               |  |    |                                                        |                                                        |                                                        |  |
|  | 1G                                                                  | Manchester City                                                     | 1                                                                   | 7                                                                   | 8                                                                   |   |    |                                                                  |                                                                  |                                                                  |                                                                  |                                                                  |  |    |                                                               |                                                               |                                                               |                                                               |                                                               |  |    |                                                        |                                                        |                                                        |  |
|  | 1G                                                                  | Manchester City                                                     | 1                                                                   | 7                                                                   | 8                                                                   |   | 1G | Manchester City                                                  | 3                                                                | 1                                                                | 4                                                                |                                                                  |  |    |                                                               |                                                               |                                                               |                                                               |                                                               |  |    |                                                        |                                                        |                                                        |  |
|  |                                                                     |                                                                     |                                                                     |                                                                     |                                                                     |   | 1G | Manchester City                                                  | 3                                                                | 1                                                                | 4                                                                |                                                                  |  |    |                                                               |                                                               |                                                               |                                                               |                                                               |  |    |                                                        |                                                        |                                                        |  |
|  |                                                                     |                                                                     | 1C                                                                  | Bayern Múnich                                                       | 0                                                                   | 1 | 1  |                                                                  |                                                                  |                                                                  |                                                                  |                                                                  |  |    |                                                               |                                                               |                                                               |                                                               |                                                               |  |    |                                                        |                                                        |                                                        |  |
|  | 2H                                                                  | París Saint-Germain                                                 | 1C                                                                  | Bayern Múnich                                                       | 0                                                                   | 1 | 1  | 0                                                                | 0                                                                | 0                                                                |                                                                  |                                                                  |  |    |                                                               |                                                               |                                                               |                                                               |                                                               |  |    |                                                        |                                                        |                                                        |  |
|  | 2H                                                                  | París Saint-Germain                                                 |                                                                     |                                                                     |                                                                     |   |    |                                                                  |                                                                  | 0                                                                |                                                                  |                                                                  |  |    |                                                               |                                                               |                                                               |                                                               |                                                               |  |    |                                                        |                                                        |                                                        |  |
|  | 1C                                                                  | Bayern Múnich                                                       | 1                                                                   | 2                                                                   | 3                                                                   |   |    |                                                                  |                                                                  |                                                                  |                                                                  |                                                                  |  |    |                                                               |                                                               |                                                               |                                                               |                                                               |  |    |                                                        |                                                        |                                                        |  |
|  | 1C                                                                  | Bayern Múnich                                                       | 1                                                                   | 2                                                                   | 3                                                                   |   |    |                                                                  |                                                                  |                                                                  |                                                                  |                                                                  |  |    |                                                               |                                                               |                                                               |                                                               |                                                               |  | 1G | Manchester City                                        | 1                                                      |                                                        |  |
|  |                                                                     |                                                                     |                                                                     |                                                                     |                                                                     |   |    |                                                                  |                                                                  |                                                                  |                                                                  |                                                                  |  |    |                                                               |                                                               |                                                               |                                                               |                                                               |  | 1G | Manchester City                                        | 1                                                      |                                                        |  |
|  |                                                                     |                                                                     | 2C                                                                  | Inter de Milán                                                      | 0                                                                   |   |    |                                                                  |                                                                  |                                                                  |                                                                  |                                                                  |  |    |                                                               |                                                               |                                                               |                                                               |                                                               |  |    |                                                        |                                                        |                                                        |  |
|  | 2E                                                                  | Milan                                                               | 2C                                                                  | Inter de Milán                                                      | 0                                                                   | 1 | 0  | 1                                                                |                                                                  |                                                                  |                                                                  |                                                                  |  |    |                                                               |                                                               |                                                               |                                                               |                                                               |  |    |                                                        |                                                        |                                                        |  |
|  | 2E                                                                  | Milan                                                               |                                                                     |                                                                     |                                                                     |   |    |                                                                  |                                                                  |                                                                  |                                                                  |                                                                  |  |    |                                                               |                                                               |                                                               |                                                               |                                                               |  |    |                                                        |                                                        |                                                        |  |
|  | 1D                                                                  | Tottenham Hotspur                                                   | 0                                                                   | 0                                                                   | 0                                                                   |   |    |                                                                  |                                                                  |                                                                  |                                                                  |                                                                  |  |    |                                                               |                                                               |                                                               |                                                               |                                                               |  |    |                                                        |                                                        |                                                        |  |
|  | 1D                                                                  | Tottenham Hotspur                                                   | 0                                                                   | 0                                                                   | 0                                                                   |   | 2E | Milan                                                            | 1                                                                | 1                                                                | 2                                                                |                                                                  |  |    |                                                               |                                                               |                                                               |                                                               |                                                               |  |    |                                                        |                                                        |                                                        |  |
|  |                                                                     |                                                                     |                                                                     |                                                                     |                                                                     |   | 2E | Milan                                                            | 1                                                                | 1                                                                | 2                                                                |                                                                  |  |    |                                                               |                                                               |                                                               |                                                               |                                                               |  |    |                                                        |                                                        |                                                        |  |
|  |                                                                     |                                                                     | 1A                                                                  | Napoli                                                              | 0                                                                   | 1 | 1  |                                                                  |                                                                  |                                                                  |                                                                  |                                                                  |  |    |                                                               |                                                               |                                                               |                                                               |                                                               |  |    |                                                        |                                                        |                                                        |  |
|  | 2D                                                                  | Eintracht Frankfurt                                                 | 1A                                                                  | Napoli                                                              | 0                                                                   | 1 | 1  | 0                                                                | 0                                                                | 0                                                                |                                                                  |                                                                  |  |    |                                                               |                                                               |                                                               |                                                               |                                                               |  |    |                                                        |                                                        |                                                        |  |
|  | 2D                                                                  | Eintracht Frankfurt                                                 |                                                                     |                                                                     |                                                                     |   |    |                                                                  |                                                                  | 0                                                                |                                                                  |                                                                  |  |    |                                                               |                                                               |                                                               |                                                               |                                                               |  |    |                                                        |                                                        |                                                        |  |
|  | 1A                                                                  | Napoli                                                              | 2                                                                   | 3                                                                   | 5                                                                   |   |    |                                                                  |                                                                  |                                                                  |                                                                  |                                                                  |  |    |                                                               |                                                               |                                                               |                                                               |                                                               |  |    |                                                        |                                                        |                                                        |  |
|  | 1A                                                                  | Napoli                                                              | 2                                                                   | 3                                                                   | 5                                                                   |   |    |                                                                  |                                                                  |                                                                  |                                                                  |                                                                  |  | 2E | Milan                                                         | 0                                                             | 0                                                             | 0                                                             |                                                               |  |    |                                                        |                                                        |                                                        |  |
|  |                                                                     |                                                                     |                                                                     |                                                                     |                                                                     |   |    |                                                                  |                                                                  |                                                                  |                                                                  |                                                                  |  | 2E | Milan                                                         | 0                                                             | 0                                                             | 0                                                             |                                                               |  |    |                                                        |                                                        |                                                        |  |
|  |                                                                     |                                                                     | 2C                                                                  | Inter de Milán                                                      | 2                                                                   | 1 | 3  |                                                                  |                                                                  |                                                                  |                                                                  |                                                                  |  |    |                                                               |                                                               |                                                               |                                                               |                                                               |  |    |                                                        |                                                        |                                                        |  |
|  | 2B                                                                  | Brujas                                                              | 2C                                                                  | Inter de Milán                                                      | 2                                                                   | 1 | 3  | 0                                                                | 1                                                                | 1                                                                |                                                                  |                                                                  |  |    |                                                               |                                                               |                                                               |                                                               |                                                               |  |    |                                                        |                                                        |                                                        |  |
|  | 2B                                                                  | Brujas                                                              |                                                                     |                                                                     |                                                                     |   |    |                                                                  |                                                                  | 1                                                                |                                                                  |                                                                  |  |    |                                                               |                                                               |                                                               |                                                               |                                                               |  |    |                                                        |                                                        |                                                        |  |
|  | 1H                                                                  | Benfica                                                             | 2                                                                   | 5                                                                   | 7                                                                   |   |    |                                                                  |                                                                  |                                                                  |                                                                  |                                                                  |  |    |                                                               |                                                               |                                                               |                                                               |                                                               |  |    |                                                        |                                                        |                                                        |  |
|  | 1H                                                                  | Benfica                                                             | 2                                                                   | 5                                                                   | 7                                                                   |   | 1H | Benfica                                                          | 0                                                                | 3                                                                | 3                                                                |                                                                  |  |    |                                                               |                                                               |                                                               |                                                               |                                                               |  |    |                                                        |                                                        |                                                        |  |
|  |                                                                     |                                                                     |                                                                     |                                                                     |                                                                     |   | 1H | Benfica                                                          | 0                                                                | 3                                                                | 3                                                                |                                                                  |  |    |                                                               |                                                               |                                                               |                                                               |                                                               |  |    |                                                        |                                                        |                                                        |  |
|  |                                                                     |                                                                     | 2C                                                                  | Inter de Milán                                                      | 2                                                                   | 3 | 5  |                                                                  |                                                                  |                                                                  |                                                                  |                                                                  |  |    |                                                               |                                                               |                                                               |                                                               |                                                               |  |    |                                                        |                                                        |                                                        |  |
|  | 2C                                                                  | Inter de Milán                                                      | 2C                                                                  | Inter de Milán                                                      | 2                                                                   | 3 | 5  | 1                                                                | 0                                                                | 1                                                                |                                                                  |                                                                  |  |    |                                                               |                                                               |                                                               |                                                               |                                                               |  |    |                                                        |                                                        |                                                        |  |
|  | 2C                                                                  | Inter de Milán                                                      |                                                                     |                                                                     |                                                                     |   |    |                                                                  |                                                                  | 1                                                                |                                                                  |                                                                  |  |    |                                                               |                                                               |                                                               |                                                               |                                                               |  |    |                                                        |                                                        |                                                        |  |
|  | 1B                                                                  | Porto                                                               | 0                                                                   | 0                                                                   | 0                                                                   |   |    |                                                                  |                                                                  |                                                                  |                                                                  |                                                                  |  |    |                                                               |                                                               |                                                               |                                                               |                                                               |  |    |                                                        |                                                        |                                                        |  |
|  | 1B                                                                  | Porto                                                               | 0                                                                   | 0                                                                   | 0                                                                   |   |    |                                                                  |                                                                  |                                                                  |                                                                  |                                                                  |  |    |                                                               |                                                               |                                                               |                                                               |                                                               |  |    |                                                        |                                                        |                                                        |  |
|  |                                                                     |                                                                     |                                                                     |                                                                     |                                                                     |   |    |                                                                  |                                                                  |                                                                  |                                                                  |                                                                  |  |    |                                                               |                                                               |                                                               |                                                               |                                                               |  |    |                                                        |                                                        |                                                        |  |

### Octavos de final
| Equipo 1            | Agr. | Equipo 2          | Ida | Vuelta |
| ------------------- | ---- | ----------------- | --- | ------ |
| RB Leipzig          | 1–8  | Manchester City   | 1–1 | 0–7    |
| Brujas              | 1–7  | Benfica           | 0–2 | 1–5    |
| Liverpool           | 2–6  | Real Madrid       | 2–5 | 0–1    |
| Milan               | 1–0  | Tottenham Hotspur | 1–0 | 0–0    |
| Eintracht Frankfurt | 0–5  | Napoli            | 0–2 | 0–3    |
| Borussia Dortmund   | 1–2  | Chelsea           | 1–0 | 0–2    |
| Inter de Milán      | 1–0  | Porto             | 1–0 | 0–0    |
| París Saint-Germain | 0–3  | Bayern Múnich     | 0–1 | 0–2    |

### Cuartos de final
| Equipo 1        | Agr. | Equipo 2       | Ida | Vuelta |
| --------------- | ---- | -------------- | --- | ------ |
| Real Madrid     | 4–0  | Chelsea        | 2–0 | 2–0    |
| Benfica         | 3–5  | Inter de Milán | 0–2 | 3–3    |
| Manchester City | 4–1  | Bayern Múnich  | 3–0 | 1–1    |
| Milan           | 2–1  | Napoli         | 1–0 | 1–1    |

### Semifinales
| Equipo 1    | Agr. | Equipo 2        | Ida | Vuelta |
| ----------- | ---- | --------------- | --- | ------ |
| Milan       | 0–3  | Inter de Milán  | 0–2 | 0–1    |
| Real Madrid | 1-5  | Manchester City | 1–1 | 0–4    |

### Final
| 31    | POR   | Ederson Moraes  |     |
| 25    | DEF   | Manuel Akanji   |     |
| 3     | DEF   | Rúben Dias      |     |
| 6     | DEF   | Nathan Aké      |     |
| 5     | MED   | John Stones     | 82' |
| 16    | MED   | Rodri           |     |
| 20    | MED   | Bernardo Silva  |     |
| 17    | MED   | Kevin De Bruyne | 36' |
| 8     | MED   | İlkay Gündoğan  |     |
| 10    | MED   | Jack Grealish   |     |
| 9     | DEL   | Erling Haaland  |     |
| D. T. | D. T. | Pep Guardiola   |     |

| 24    | POR   | André Onana        |     |
| 36    | DEF   | Matteo Darmian     | 84' |
| 15    | DEF   | Francesco Acerbi   |     |
| 95    | DEF   | Alessandro Bastoni | 76' |
| 2     | MED   | Denzel Dumfries    | 76' |
| 23    | MED   | Nicolò Barella     |     |
| 77    | MED   | Marcelo Brozović   |     |
| 20    | MED   | Hakan Çalhanoğlu   | 84' |
| 32    | MED   | Federico Dimarco   |     |
| 10    | DEL   | Lautaro Martínez   |     |
| 9     | DEL   | Edin Džeko         | 57' |
| D. T. | D. T. | Simone Inzaghi     |     |

| 47 | MED | Phil Foden  | 36' |
| 2  | DEF | Kyle Walker | 82' |

| 90 | DEL | Romelu Lukaku     | 57' |
| 8  | MED | Robin Gosens      | 76' |
| 12 | DEF | Raoul Bellanova   | 76' |
| 22 | MED | Henrij Mjitarián  | 84' |
| 33 | DEF | Danilo D'Ambrosio | 84' |

| 68' | Rodri | 1:0 |

| 90+2' · 90+4' | Erling Haaland Ederson Moraes |

| 59' · 83' · 90+2' | Nicolò Barella Romelu Lukaku André Onana |

| Principal  | Szymon Marciniak   |
| Asistentes | Paweł Sokolnicki   |
|            | Tomasz Listkiewicz |
| Cuarto     | István Kovács      |

| VAR            | Tomasz Kwiatkowski |
| Asistentes VAR | Bartosz Frankowski |
|                | Marco Fritz        |

|                    |     |     |
| Tiros              | 7   | 14  |
| Tiros a puerta     | 4   | 5   |
| Faltas             | 11  | 17  |
| Saques de esquina  | 2   | 4   |
| Penaltis           | 0   | 0   |
| Fueras de juego    | 1   | 1   |
| Posesión del balón | 57% | 43% |

| Alineación inicial |

| 31    | POR   | Ederson Moraes  |     |
| 25    | DEF   | Manuel Akanji   |     |
| 3     | DEF   | Rúben Dias      |     |
| 6     | DEF   | Nathan Aké      |     |
| 5     | MED   | John Stones     | 82' |
| 16    | MED   | Rodri           |     |
| 20    | MED   | Bernardo Silva  |     |
| 17    | MED   | Kevin De Bruyne | 36' |
| 8     | MED   | İlkay Gündoğan  |     |
| 10    | MED   | Jack Grealish   |     |
| 9     | DEL   | Erling Haaland  |     |
| D. T. | D. T. | Pep Guardiola   |     |

| 24    | POR   | André Onana        |     |
| 36    | DEF   | Matteo Darmian     | 84' |
| 15    | DEF   | Francesco Acerbi   |     |
| 95    | DEF   | Alessandro Bastoni | 76' |
| 2     | MED   | Denzel Dumfries    | 76' |
| 23    | MED   | Nicolò Barella     |     |
| 77    | MED   | Marcelo Brozović   |     |
| 20    | MED   | Hakan Çalhanoğlu   | 84' |
| 32    | MED   | Federico Dimarco   |     |
| 10    | DEL   | Lautaro Martínez   |     |
| 9     | DEL   | Edin Džeko         | 57' |
| D. T. | D. T. | Simone Inzaghi     |     |

| 47 | MED | Phil Foden  | 36' |
| 2  | DEF | Kyle Walker | 82' |

| 90 | DEL | Romelu Lukaku     | 57' |
| 8  | MED | Robin Gosens      | 76' |
| 12 | DEF | Raoul Bellanova   | 76' |
| 22 | MED | Henrij Mjitarián  | 84' |
| 33 | DEF | Danilo D'Ambrosio | 84' |

| 68' | Rodri | 1:0 |

| 90+2' · 90+4' | Erling Haaland Ederson Moraes |

| 59' · 83' · 90+2' | Nicolò Barella Romelu Lukaku André Onana |

| Principal  | Szymon Marciniak   |
| Asistentes | Paweł Sokolnicki   |
|            | Tomasz Listkiewicz |
| Cuarto     | István Kovács      |

| VAR            | Tomasz Kwiatkowski |
| Asistentes VAR | Bartosz Frankowski |
|                | Marco Fritz        |

|                    |     |     |
| Tiros              | 7   | 14  |
| Tiros a puerta     | 4   | 5   |
| Faltas             | 11  | 17  |
| Saques de esquina  | 2   | 4   |
| Penaltis           | 0   | 0   |
| Fueras de juego    | 1   | 1   |
| Posesión del balón | 57% | 43% |

| Alineación inicial |

| 31    | POR   | Ederson Moraes  |     |
| 25    | DEF   | Manuel Akanji   |     |
| 3     | DEF   | Rúben Dias      |     |
| 6     | DEF   | Nathan Aké      |     |
| 5     | MED   | John Stones     | 82' |
| 16    | MED   | Rodri           |     |
| 20    | MED   | Bernardo Silva  |     |
| 17    | MED   | Kevin De Bruyne | 36' |
| 8     | MED   | İlkay Gündoğan  |     |
| 10    | MED   | Jack Grealish   |     |
| 9     | DEL   | Erling Haaland  |     |
| D. T. | D. T. | Pep Guardiola   |     |

| 24    | POR   | André Onana        |     |
| 36    | DEF   | Matteo Darmian     | 84' |
| 15    | DEF   | Francesco Acerbi   |     |
| 95    | DEF   | Alessandro Bastoni | 76' |
| 2     | MED   | Denzel Dumfries    | 76' |
| 23    | MED   | Nicolò Barella     |     |
| 77    | MED   | Marcelo Brozović   |     |
| 20    | MED   | Hakan Çalhanoğlu   | 84' |
| 32    | MED   | Federico Dimarco   |     |
| 10    | DEL   | Lautaro Martínez   |     |
| 9     | DEL   | Edin Džeko         | 57' |
| D. T. | D. T. | Simone Inzaghi     |     |

| 47 | MED | Phil Foden  | 36' |
| 2  | DEF | Kyle Walker | 82' |

| 90 | DEL | Romelu Lukaku     | 57' |
| 8  | MED | Robin Gosens      | 76' |
| 12 | DEF | Raoul Bellanova   | 76' |
| 22 | MED | Henrij Mjitarián  | 84' |
| 33 | DEF | Danilo D'Ambrosio | 84' |

| 68' | Rodri | 1:0 |

| 90+2' · 90+4' | Erling Haaland Ederson Moraes |

| 59' · 83' · 90+2' | Nicolò Barella Romelu Lukaku André Onana |

| Principal  | Szymon Marciniak   |
| Asistentes | Paweł Sokolnicki   |
|            | Tomasz Listkiewicz |
| Cuarto     | István Kovács      |

| VAR            | Tomasz Kwiatkowski |
| Asistentes VAR | Bartosz Frankowski |
|                | Marco Fritz        |

|                    |     |     |
| Tiros              | 7   | 14  |
| Tiros a puerta     | 4   | 5   |
| Faltas             | 11  | 17  |
| Saques de esquina  | 2   | 4   |
| Penaltis           | 0   | 0   |
| Fueras de juego    | 1   | 1   |
| Posesión del balón | 57% | 43% |

| Alineación inicial |

| 31    | POR   | Ederson Moraes  |     |
| 25    | DEF   | Manuel Akanji   |     |
| 3     | DEF   | Rúben Dias      |     |
| 6     | DEF   | Nathan Aké      |     |
| 5     | MED   | John Stones     | 82' |
| 16    | MED   | Rodri           |     |
| 20    | MED   | Bernardo Silva  |     |
| 17    | MED   | Kevin De Bruyne | 36' |
| 8     | MED   | İlkay Gündoğan  |     |
| 10    | MED   | Jack Grealish   |     |
| 9     | DEL   | Erling Haaland  |     |
| D. T. | D. T. | Pep Guardiola   |     |

| 24    | POR   | André Onana        |     |
| 36    | DEF   | Matteo Darmian     | 84' |
| 15    | DEF   | Francesco Acerbi   |     |
| 95    | DEF   | Alessandro Bastoni | 76' |
| 2     | MED   | Denzel Dumfries    | 76' |
| 23    | MED   | Nicolò Barella     |     |
| 77    | MED   | Marcelo Brozović   |     |
| 20    | MED   | Hakan Çalhanoğlu   | 84' |
| 32    | MED   | Federico Dimarco   |     |
| 10    | DEL   | Lautaro Martínez   |     |
| 9     | DEL   | Edin Džeko         | 57' |
| D. T. | D. T. | Simone Inzaghi     |     |

| 47 | MED | Phil Foden  | 36' |
| 2  | DEF | Kyle Walker | 82' |

| 90 | DEL | Romelu Lukaku     | 57' |
| 8  | MED | Robin Gosens      | 76' |
| 12 | DEF | Raoul Bellanova   | 76' |
| 22 | MED | Henrij Mjitarián  | 84' |
| 33 | DEF | Danilo D'Ambrosio | 84' |

| 68' | Rodri | 1:0 |

| 90+2' · 90+4' | Erling Haaland Ederson Moraes |

| 59' · 83' · 90+2' | Nicolò Barella Romelu Lukaku André Onana |

| Principal  | Szymon Marciniak   |
| Asistentes | Paweł Sokolnicki   |
|            | Tomasz Listkiewicz |
| Cuarto     | István Kovács      |

| VAR            | Tomasz Kwiatkowski |
| Asistentes VAR | Bartosz Frankowski |
|                | Marco Fritz        |

|                    |     |     |
| Tiros              | 7   | 14  |
| Tiros a puerta     | 4   | 5   |
| Faltas             | 11  | 17  |
| Saques de esquina  | 2   | 4   |
| Penaltis           | 0   | 0   |
| Fueras de juego    | 1   | 1   |
| Posesión del balón | 57% | 43% |

| Alineación inicial |

|                                     |
| Bandera de Inglaterra               |
| Campeón Manchester City 1.er título |

## Jugador del partido
La UEFA entrega un premio oficial al Jugador del Partido después de cada partido de la fase de eliminatorias de la UEFA Champions League con el objetivo de reconocer a los mejores jugadores de la máxima competición europea de clubes.
| Octavos de final | Octavos de final | Cuartos de final   | Cuartos de final | Semifinales      | Semifinales | Final   | Final       |  |
| Jugador          | Partido          | Jugador            | Partido          | Jugador          | Partido     | Jugador | Partido     |  |
| ---------------- | ---------------- | ------------------ | ---------------- | ---------------- | ----------- | ------- | ----------- |  |
| Rafael Leão      | MIL 1:0 TOT      | Alessandro Bastoni | BEN 0:2 INT      | Kevin De Bruyne  | RMA 1:1 MCI | Rodri   | MCI 1:0 INT |  |
| Kingsley Coman   | PSG 0:1 MUN      | John Stones        | MCI 3:0 MUN      | Edin Džeko       | MIL 0:2 INT |         |             |  |
| Fredrik Aursnes  | BRU 0:2 BEN      | Vinícius Júnior    | RMA 2:0 CHE      | Bernardo Silva   | MCI 4:0 RMA |         |             |  |
| Karim Adeyemi    | DOR 1:0 CHE      | Brahim Díaz        | MIL 1:0 NAP      | Lautaro Martínez | INT 1:0 MIL |         |             |  |
| Vinícius Júnior  | LIV 2:5 RMA      | Federico Valverde  | CHE 0:2 RMA      |                  |             |         |             |  |
| Hirving Lozano   | FRA 0:2 NAP      | Rafael Leão        | NAP 1:1 MIL      |                  |             |         |             |  |
| Riyad Mahrez     | RBL 1:1 MCI      | Kevin De Bruyne    | MUN 1:1 MCI      |                  |             |         |             |  |
| Hakan Çalhanoğlu | INT 1:0 POR      | Lautaro Martínez   | INT 3:3 BEN      |                  |             |         |             |  |
| Fikayo Tomori    | TOT 0:0 MIL      |                    |                  |                  |             |         |             |  |
| Thomas Müller    | MUN 2:0 PSG      |                    |                  |                  |             |         |             |  |
| Gonçalo Ramos    | BEN 5:1 BRU      |                    |                  |                  |             |         |             |  |
| Marc Cucurella   | CHE 2:0 DOR      |                    |                  |                  |             |         |             |  |
| Erling Haaland   | MCI 7:0 RBL      |                    |                  |                  |             |         |             |  |
| Hakan Çalhanoğlu | POR 0:0 INT      |                    |                  |                  |             |         |             |  |
| Karim Benzema    | RMA 1:0 LIV      |                    |                  |                  |             |         |             |  |
| Victor Osimhen   | NAP 3:0 FRA      |                    |                  |                  |             |         |             |  |

## Estadísticas

### Máximos anotadores
Nota: No contabilizados los partidos y goles en rondas previas.
| \| Pos. \| Jugador \| Goles \| Part. (Min.) \| Prom. \| Club \| \| ---- \| ------------------ \| ----- \| ------------ \| ----- \| ------------------- \| \| 1 \| Erling Haaland \| 12 \| 11 (845') \| 1.09 \| Manchester City \| \| 2 \| Mohamed Salah \| 8 \| 8 (624') \| 1 \| Liverpool \| \| 3 \| Vinícius Júnior \| 7 \| 12 (975') \| 0.58 \| Real Madrid \| \| 4 \| Kylian Mbappé \| 7 \| 8 (651') \| 0.88 \| Paris Saint-Germain \| \| 5 \| João Mário \| 6 \| 10 (865') \| 0.6 \| Benfica \| \| 6 \| Olivier Giroud \| 5 \| 12 (939') \| 0.42 \| Milan \| \| 7 \| Rafa Silva \| 5 \| 10 (826') \| 0.5 \| Benfica \| \| 8 \| Rodrygo Goes \| 5 \| 12 (824') \| 0.42 \| Real Madrid \| \| 9 \| Mehdi Taremi \| 5 \| 7 (613') \| 0.71 \| Porto \| \| 10 \| Robert Lewandowski \| 5 \| 5 (442') \| 1 \| Barcelona \| \| 11 \| Victor Osimhen \| 5 \| 6 (424') \| 0.83 \| Napoli \| Actualizado al último partido disputado el 10 de junio de 2023 (de acuerdo a la página oficial de la competición). |                    |       |              |       |                     |
| Pos. | Jugador            | Goles | Part. (Min.) | Prom. | Club                |
| 1 | Erling Haaland     | 12    | 11 (845')    | 1.09  | Manchester City     |
| 2 | Mohamed Salah      | 8     | 8 (624')     | 1     | Liverpool           |
| 3 | Vinícius Júnior    | 7     | 12 (975')    | 0.58  | Real Madrid         |
| 4 | Kylian Mbappé      | 7     | 8 (651')     | 0.88  | Paris Saint-Germain |
| 5 | João Mário         | 6     | 10 (865')    | 0.6   | Benfica             |
| 6 | Olivier Giroud     | 5     | 12 (939')    | 0.42  | Milan               |
| 7 | Rafa Silva         | 5     | 10 (826')    | 0.5   | Benfica             |
| 8 | Rodrygo Goes       | 5     | 12 (824')    | 0.42  | Real Madrid         |
| 9 | Mehdi Taremi       | 5     | 7 (613')     | 0.71  | Porto               |
| 10 | Robert Lewandowski | 5     | 5 (442')     | 1     | Barcelona           |
| 11 | Victor Osimhen     | 5     | 6 (424')     | 0.83  | Napoli              |

### Tabla de asistencias
Nota: No contabilizados los partidos y asistencias en rondas previas.
| \| Pos. \| Jugador \| Asistencias \| Part. (Min.) \| Prom. \| Club \| \| ---- \| --------------------- \| ----------- \| ------------ \| ----- \| ---------------------------- \| \| 1 \| Kevin De Bruyne \| 7 \| 10 (721') \| 0.7 \| Manchester City \| \| 2 \| Vinícius Júnior \| 6 \| 12 (975') \| 0.5 \| Real Madrid \| \| 3 \| Federico Dimarco \| 5 \| 11 (736') \| 0.45 \| Inter de Milán \| \| 4 \| João Cancelo \| 5 \| 10 (499') \| 0.5 \| Manchester City F. C. Bayern \| \| 5 \| Rafael Leão \| 4 \| 11 (913') \| 0.36 \| Milan \| \| 6 \| Alejandro Grimaldo \| 4 \| 10 (900') \| 0.4 \| Benfica \| \| 7 \| Khvicha Kvaratskhelia \| 4 \| 9 (699') \| 0.44 \| Napoli \| \| 8 \| Lionel Messi \| 4 \| 7 (615') \| 0.57 \| Paris Saint-Germain \| \| 9 \| Leon Goretzka \| 4 \| 9 (607') \| 0.44 \| Bayern Múnich \| \| 10 \| Diogo Jota \| 4 \| 6 (263') \| 0.67 \| Liverpool \| Actualizado al último partido disputado el 10 de junio de 2023 (de acuerdo a la página oficial de la competición). |                       |             |              |       |                              |
| Pos. | Jugador               | Asistencias | Part. (Min.) | Prom. | Club                         |
| 1 | Kevin De Bruyne       | 7           | 10 (721')    | 0.7   | Manchester City              |
| 2 | Vinícius Júnior       | 6           | 12 (975')    | 0.5   | Real Madrid                  |
| 3 | Federico Dimarco      | 5           | 11 (736')    | 0.45  | Inter de Milán               |
| 4 | João Cancelo          | 5           | 10 (499')    | 0.5   | Manchester City F. C. Bayern |
| 5 | Rafael Leão           | 4           | 11 (913')    | 0.36  | Milan                        |
| 6 | Alejandro Grimaldo    | 4           | 10 (900')    | 0.4   | Benfica                      |
| 7 | Khvicha Kvaratskhelia | 4           | 9 (699')     | 0.44  | Napoli                       |
| 8 | Lionel Messi          | 4           | 7 (615')     | 0.57  | Paris Saint-Germain          |
| 9 | Leon Goretzka         | 4           | 9 (607')     | 0.44  | Bayern Múnich                |
| 10 | Diogo Jota            | 4           | 6 (263')     | 0.67  | Liverpool                    |

### Jugadores con tres o más goles en un partido
| Pos. | Jugador            | Goles | Fecha                   | Local           |                       | Resultado |                            | Visitante      | Reporte          |
| ---- | ------------------ | ----- | ----------------------- | --------------- | --------------------- | --------- | -------------------------- | -------------- | ---------------- |
| 1    | Robert Lewandowski | 3     | 7 de septiembre de 2022 | Barcelona       | Bandera de España     | 5 - 1     | Bandera de República Checa | Viktoria Plzeñ | Jornada 1        |
| 2    | Mohamed Salah      | 3     | 12 de octubre de 2022   | Rangers         | Bandera de Escocia    | 1 - 7     | Bandera de Inglaterra      | Liverpool      | Jornada 4        |
| 3    | Erling Haaland     | 5     | 14 de marzo de 2023     | Manchester City | Bandera de Inglaterra | 7 - 0     | Bandera de Alemania        | RB Leipzig     | Octavos de final |

### Rendimiento general
Nota: No contabilizadas las estadísticas en rondas previas.
| Club | Club                  | Pts. | PJ | PG | PE | PP | GF | GC | Dif. | Rend.  |
| ---- | --------------------- | ---- | -- | -- | -- | -- | -- | -- | ---- | ------ |
| 1    | Manchester City       | 29   | 13 | 8  | 5  | 0  | 32 | 5  | +27  | 74.36% |
| 2    | Inter de Milán        | 24   | 13 | 7  | 3  | 3  | 19 | 11 | +8   | 61.54% |
| 3    | Real Madrid           | 26   | 12 | 8  | 2  | 2  | 26 | 13 | +13  | 75%    |
| 4    | Milan                 | 18   | 12 | 5  | 3  | 4  | 15 | 11 | +4   | 50%    |
| 5    | Bayern Múnich         | 25   | 10 | 8  | 1  | 1  | 22 | 6  | +16  | 83.33% |
| 6    | Napoli                | 22   | 10 | 7  | 1  | 2  | 26 | 8  | +18  | 73.33% |
| 7    | Benfica               | 21   | 10 | 6  | 3  | 1  | 26 | 13 | +13  | 70%    |
| 8    | Chelsea               | 16   | 10 | 5  | 1  | 4  | 12 | 9  | +3   | 53.33% |
| 9    | Liverpool             | 15   | 8  | 5  | 0  | 3  | 19 | 12 | +7   | 62.5%  |
| 10   | Paris Saint-Germain   | 14   | 8  | 4  | 2  | 2  | 16 | 10 | +6   | 58.33% |
| 11   | Porto                 | 13   | 8  | 4  | 1  | 3  | 12 | 8  | +4   | 54.17% |
| 12   | RB Leipzig            | 13   | 8  | 4  | 1  | 3  | 14 | 17 | -3   | 54.17% |
| 13   | Borussia Dortmund     | 12   | 8  | 3  | 3  | 2  | 11 | 7  | +4   | 50%    |
| 14   | Tottenham Hotspur     | 12   | 8  | 3  | 3  | 2  | 8  | 7  | +1   | 50%    |
| 15   | Brujas                | 11   | 8  | 3  | 2  | 3  | 8  | 11 | -3   | 45.83% |
| 16   | Eintracht Frankfurt   | 10   | 8  | 3  | 1  | 4  | 7  | 13 | -6   | 41.67% |
| 17   | Barcelona             | 7    | 6  | 2  | 1  | 3  | 12 | 12 | 0    | 38.89% |
| 18   | Sporting de Lisboa    | 7    | 6  | 2  | 1  | 3  | 8  | 9  | -1   | 38.89% |
| 19   | Olympique de Marsella | 6    | 6  | 2  | 0  | 4  | 8  | 8  | 0    | 33.33% |
| 20   | Shakhtar Donetsk      | 6    | 6  | 1  | 3  | 2  | 8  | 10 | -2   | 33.33% |
| 21   | Red Bull Salzburgo    | 6    | 6  | 1  | 3  | 2  | 5  | 9  | -4   | 33.33% |
| 22   | Ajax                  | 6    | 6  | 2  | 0  | 4  | 10 | 16 | -6   | 33.33% |
| 23   | Atlético de Madrid    | 5    | 6  | 1  | 2  | 3  | 5  | 9  | -4   | 27.78% |
| 24   | Bayer Leverkusen      | 5    | 6  | 1  | 2  | 3  | 4  | 8  | -4   | 27.78% |
| 25   | Sevilla               | 5    | 6  | 1  | 2  | 3  | 6  | 12 | -6   | 27.78% |
| 26   | Dinamo Zagreb         | 4    | 6  | 1  | 1  | 4  | 4  | 11 | -7   | 22.22% |
| 27   | Juventus              | 3    | 6  | 1  | 0  | 5  | 9  | 13 | -4   | 16.67% |
| 28   | Copenhague            | 3    | 6  | 0  | 3  | 3  | 1  | 12 | -11  | 16.67% |
| 29   | Maccabi Haifa         | 3    | 6  | 1  | 0  | 5  | 7  | 21 | -14  | 16.67% |
| 30   | Celtic                | 2    | 6  | 0  | 2  | 4  | 4  | 15 | -11  | 11.11% |
| 31   | Viktoria Plzeñ        | 0    | 6  | 0  | 0  | 6  | 5  | 24 | -19  | 0%     |
| 32   | Rangers               | 0    | 6  | 0  | 0  | 6  | 2  | 22 | -20  | 0%     |

### Equipo ideal
El grupo de observadores técnicos de UEFA, seleccionó los siguientes 11 futbolistas como «Equipo de la Temporada» de la competición:
| \| N.º \| Pos. \| Nac. \| Jugador \| Equipo \| \| ------------------------------------------------------ \| ---- \| ---- \| ------------------ \| --------------- \| \| 1 \| POR \| \| Thibaut Courtois \| Real Madrid \| \| 2 \| DEF \| \| Kyle Walker \| Manchester City \| \| 3 \| DEF \| \| Rúben Dias \| Manchester City \| \| 95 \| DEF \| \| Alessandro Bastoni \| Inter de Milán \| \| 32 \| DEF \| \| Federico Dimarco \| Inter de Milán \| \| 5 \| MED \| \| John Stones \| Manchester City \| \| 16 \| MED \| \| Rodri Hernández \| Manchester City \| \| 17 \| MED \| \| Kevin De Bruyne \| Manchester City \| \| 20 \| DEL \| \| Bernardo Silva \| Manchester City \| \| 9 \| DEL \| \| Erling Haaland \| Manchester City \| \| 20 \| DEL \| \| Vinícius Júnior \| Real Madrid \| \| Fuente: Unión Europea de Asociaciones de Fútbol (UEFA) \| \| \| \| \| |      |                       |                    |                 |
| N.º | Pos. | Nac.                  | Jugador            | Equipo          |
| 1 | POR  | Bandera de Bélgica    | Thibaut Courtois   | Real Madrid     |
| 2 | DEF  | Bandera de Inglaterra | Kyle Walker        | Manchester City |
| 3 | DEF  | Bandera de Portugal   | Rúben Dias         | Manchester City |
| 95 | DEF  | Bandera de Italia     | Alessandro Bastoni | Inter de Milán  |
| 32 | DEF  | Bandera de Italia     | Federico Dimarco   | Inter de Milán  |
| 5 | MED  | Bandera de Inglaterra | John Stones        | Manchester City |
| 16 | MED  | Bandera de España     | Rodri Hernández    | Manchester City |
| 17 | MED  | Bandera de Bélgica    | Kevin De Bruyne    | Manchester City |
| 20 | DEL  | Bandera de Portugal   | Bernardo Silva     | Manchester City |
| 9 | DEL  | Bandera de Noruega    | Erling Haaland     | Manchester City |
| 20 | DEL  | Bandera de Brasil     | Vinícius Júnior    | Real Madrid     |
| Fuente: Unión Europea de Asociaciones de Fútbol (UEFA) |      |                       |                    |                 |